# Людство

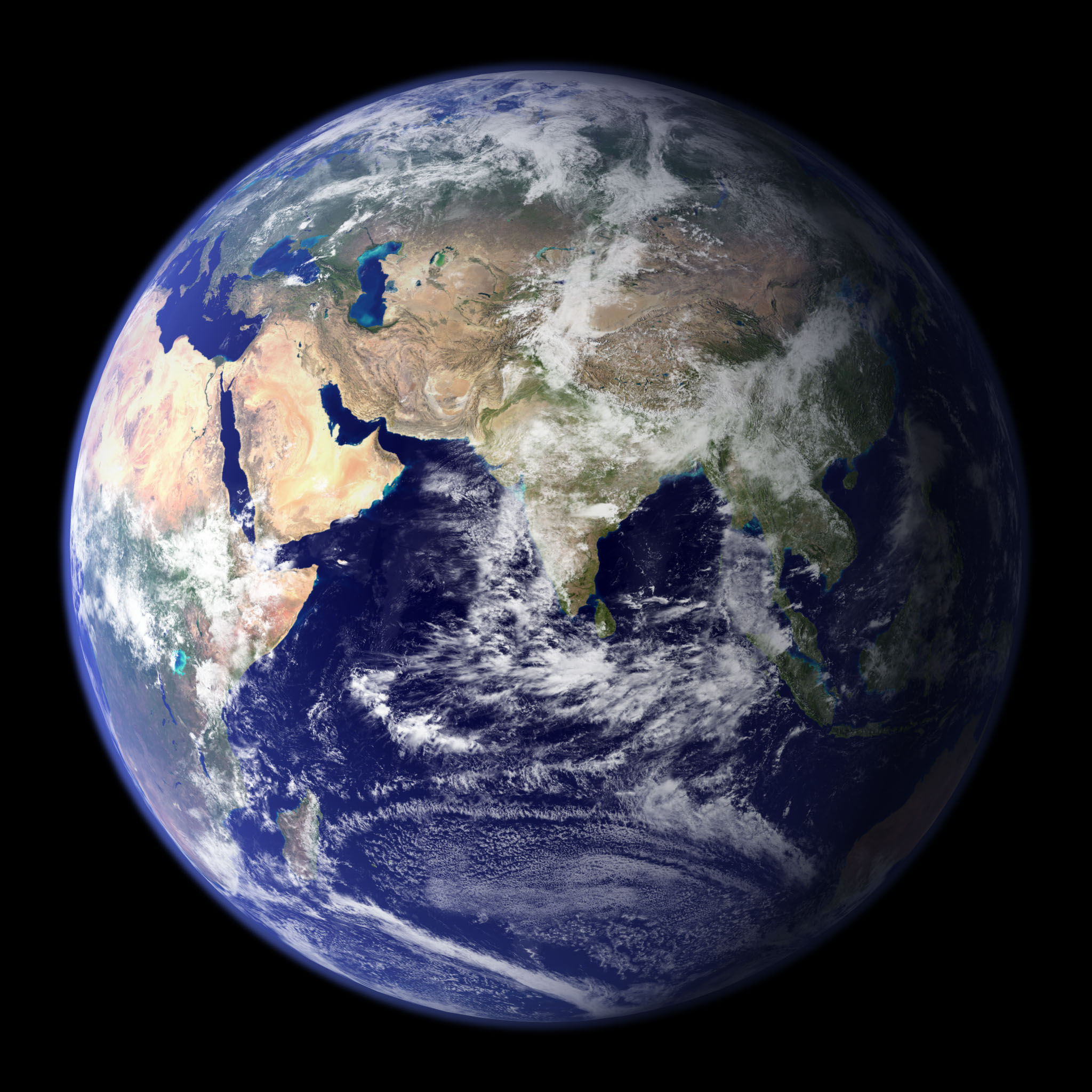
Планета Земля — простір життя людей

Лю́дство — всі люди в цілому, людська спільнота, сукупність людей .
З погляду семантики, поняття «людство» унікальне, оскільки має на увазі не тільки фізичну суму індивідів, постійний і осмислений обмін інформацією між ними, а також вмістище власного «Я» серед собі подібних. Тому аналогічні позначення для інших біологічних видів (на кшталт «мавпства») здаються безглуздими. Результат  діяльності людства прийнято називати культурою.

## Значення поняття
Людство — інтегрований простір існування усіх людей. Воно задає умови і обставини становлення людської ідентичності: особистості, індивідуальності. Частина природи та буття, що виокремила себе з цілого і перемістила в штучну сферу власного існування — культурний або й цивілізаційний простір. На думку В. І. Вернадського, людство — єдине глобальне утворення, нова геологічна сила, що спроможна внаслідок прояву творчих сил частково трансформувати довкілля, втягуючи його в ноосферу. З точки зору соціології, людство — найбільш загальна форма людської спільноти, що представлена множинністю всіх наявних конкретних спільнот та відносин між ними. Історія бачить у людстві сукупність усіх  культур і цивілізацій, що коли-небудь існували і про які відомо сучасній людині.
Для частини філософів було і залишається актуальним питання прерогативи: що первинне — людство або людський рід чи індивідуальність або персональна ідентичність. Зокрема, Кант, Гегель, інші мислителі вважали, що людство є домінантним стосовно окремо взятого індивіда. Для Канта було важливим підкреслити раціональну природу людини, розширення і укріплення якої можливе лише завдяки тяглості людського роду, тоді як покликанням індивіда було внесення своєї часточки в загальний історичний поступ або розвиток, адже жодного персонального людського життя не достатньо, аби засвоїти і передати акумульовані людством знання та інтелектуальні здобутки. Гегель в свою чергу виходив з того, що саме людство, а не індивід є результатом еволюції абсолютної ідеї, і саме людству в стані певної соціально-політичної організації, а не окремо взятому індивіду, належить відобразити всю повноту буття.
Персоналісти, більшість екзистенціалістів, часто філософи життя, навпаки, намагалися всіляко підкреслити важливість особистого існування та досвіду, тоді як сукупність індивідуальних буттів, тобто людство є лише умовою і обставиною розгортання людської екзистенції. Наприклад, Ніцше концентрує свою увагу на становленні людини, протиставляючи «хвору», обтяжену соціально-культурними стереотипами істоту надлюдині — персонально возвеличеній істоті, що знайшла в собі сили повернутися обличчям до самої себе. Не менш категоричним в цьому плані є також Сартр. Він обстоює ідею відкритої екзистенції — «вкинутості» людини в чужий для неї світ і перебирання нею повноти відповідальності за своє існування, тим самим позбавляючи індивіда затишку приналежності до надперсонального утворення та тотожності з людською спільнотою, масою.
Специфічним чином спробував розв'язати проблему протистояння індивідуальності та людського роду Ґайдегер, ввівши в філософський обіг поняття Dasein (там є). Існування, що замислюється над своїм існуванням, тобто Dasein має двояку природу: «власний» та «невласний» способи буття Dasein. Невласному способу буття Dasein відповідає акумулююче начало або das mann, що в цілому набуває вигляду людства як носія культури. Тоді як власний спосіб буття Dasein відповідає персональному покликанню індивіда. Домінантним в житті буденної людини є невласний спосіб буття Dasein, тоді як власний досягається лише постанням людини обличчям перед смертю або Ніщо — наприклад, в стані безпосередньої загрози життю.
Спростувати радикальність гайдегерових висновків взялася Арендт, ввівши до своєї філософської доктрини поняття «становище людини», покликанням якої було встановити сукупність неспростовних обставин, за яких людина відбувається саме як людина, як вона сама себе знає. На думку Арендт, людина є множинною істотою — це її атрибут як земної соціальної істоти, що, між іншим, не обов'язково витікає з самої природи людини. Таким чином Арендт опосередковано висуває версію, що існування людства неодмінно відповідає становищу людини, тоді як її природа залишається незбагненною.
Зрештою, лише осягнувши чим (а не ким) є людина, що співмірне питанню, чим є її творець, можна дати адекватну відповідь на питання чим є насправді людство і яке його реальне покликання. Однак, навряд чи можливе колективне осягнення подібних проблем, адже «існує межа, яку переступати людству шкідливо; завіса, що приховує істину, аби не завдати шкоди тим, чий розум закритий» (Хайдар Гул).

## Історія людства

### Найдавніша
Після формування людини, антропологічно невідрізнимої від сучасної, починається історія людства. Хоча для розуміння багатьох аспектів життя людини, її поведінки (як фізіологічних, так і психо-емоційних) необхідно знати і філогенетичну історію.

### В наші дні
Людині вдалося створити розгалужену, складну цивілізацію, що достовірно не вдалося зробити жодному іншому виду. Завдяки науковим відкриттям людині вдалося знайти спосіб виживання в умовах найагресивніших середовищ існування, і навіть освоїти деякі з них. Є підстави вважати, що цей список розшириться за рахунок освоєння  космічного середовища.
Людство дуже сильно впливає на життя інших земних організмів, а також на планетарні процеси.
Невелика група людей має можливість знищити все людство.

### Гіпотетичне майбутнє
Не зважаючи на те, що через розвиток медицини, засоби планування сім'ї та інші чинники, людина здійснює вплив на природній добір, сьогодні вважається, що в осяжному майбутньому людина не зазнає жодних істотних еволюційних змін. Хоча внаслідок мутацій поступова зміна людини неминуча.
Багато наук, включно з політологією та історією, вивчають розвиток суспільства. Одними з  найрадикальніших змін людства, які можуть виникнути через політичні причини, можна вважати третю світову війну, об'єднання всіх держав в одну, встановлення однорідної форми влади і способу виробництва, наприклад, шляхом створення світової тоталітарної держави або з приходом світового комунізму.
На сьогоднішній день в першу чергу астрономія вивчає майбутнє Землі, хоча суміжними питаннями займаються й інші науки. Одним із основних завдань людства є подолання глобальних проблем та проведення політики, яка не змогла б привести до кінця світу. У 2018 році американські й британські вчені представили офіційне повідомлення для Національної академії наук США, температура у всьому світі стане непридатною для виживання людини і тварин вже до 2200-2400 років.
Різні релігійні концепції можуть розглядати альтернативні варіанти розвитку світу.

## Науки про людство
З найдавніших часів люди виділяли у світі дві важливі складові — людей, спільноту частиною якої вони є (як наприклад у слов'ян — рід) і світ навколишній, той який оточує дану спільноту, є її середовищем життя — природу (слов'янське «те, що знаходиться при роді, біля роду»). Надалі саме цей поділ ліг в основу поділу науки (знань про світ) на суспільні (гуманітарні — людські науки, науки про людство) і природничі.
Поява і розвиток науки в сучасному вигляді, зокрема суспільних наук, датується епохою Відродження в Європі. Саме з тих часів походить назва «гуманітарні науки» (humanities), від латинського кореня «human» («homin»), який означає «людина».
На даний час людей і людство вивчає велика кількість суспільних наук. Серед них — історія, соціологія, антропологія, економіка, лінгвістика, культурологія та багато інших. Людина та її місце у загальному бутті є також важливим питанням філософії. З іншого боку не можна забувати і про те, що кожна людина, а отже і людство є частиною світу, що дозволяє її вивчати за допомогою таких наук як фізика (будова тіла, людське тіло як механічна, теплова чи інша фізична система), хімія (обмінні процеси), біологія (людина як жива істота).

## Поділ
Людство можна також уявити, як всіх людей Земної кулі, що перебувають на життєвому етапі від народження з материнської утроби до смерті; як об'єднання персон, що жили в історичну епоху; як сукупна кількість індивідів, осіб, громадян, що живуть на Землі в цей час. Підрозділяється на раси, народи (або етноси), соціальні і культурні групи.

## Виникнення і розвиток
Із звичайного виду тропічних екосистем людство перетворилося на геологічну силу планетарного масштабу, що впливає на всю Землі і навіть ближній космос.